# Windows Vista开发历史
Windows Vista的开发历史从2001年5月Windows XP发布前开始算起，直至2006年11月结束，历时长达5年半。
微软公司原先计划于2003年开发一个介于XP（开发代号为“Whistler”）和Windows 7（开发代号为“Blackcomb”）之间的过渡性操作系统，其代号为“Longhorn”，后来发展为时下的Vista系统。Whistler和Blackcomb是位于加拿大不列颠哥伦比亚的滑雪名山，而Longhorn则是位于两座山之间的小酒吧的名字，位于Whistler前往Blackcomb的路上。在开发的过程中，Longhorn不断地整合了原来预定给Blackcomb的新特性，结果导致其发布日期不断延后，而Windows XP的安全性改进亦被微软优先考虑。面对Longhorn的不断延期和特性蔓延，微软于2004年8月27日宣称将对开发进程做出重大变更，Longhorn从此以后基本上是重新开发，基于Windows Server 2003的代码库，并且仅仅整合一些预定的功能特性，而一些此前宣布要整合的新特性，比如WinFS和下一代安全计算基础，则被搁置。
2005年年中，Longhorn被正式命名为Windows Vista，之后，成千上万的开发志愿者和公司参与了测试版的开发工作，而从当年9月至次年10月，微软还将社区技术预览版（CTP）版提供给测试开发人员，以及两个候选版（Release Candidate）发布给公众。2006年11月8日，微软Windows开发部联席总裁吉姆·阿尔钦（Jim Allchin）宣布Windows Vista开发完成。

## 時間線
|  |  |  |  |  |  |  |  |  |  |  |  |  |  |  |  |  |  |

|  | Longhorn 開發開始 |
|  | XP OEM            |
|  | XP Retail         |
|  | Milestone 2       |
|  | Milestone 3       |

|  | Milestone 4 |
|  | Milestone 5 |
|  | Milestone 6 |
|  | Milestone 7 |
|  | 重新開發    |

|  | Dev preview |
|  | Beta 1      |
|  | CTP         |
|  | Beta 2      |
|  | Pre-RC1     |

|  | RC1       |
|  | RC2       |
|  | Vista RTM |

## 2002年：早期开发

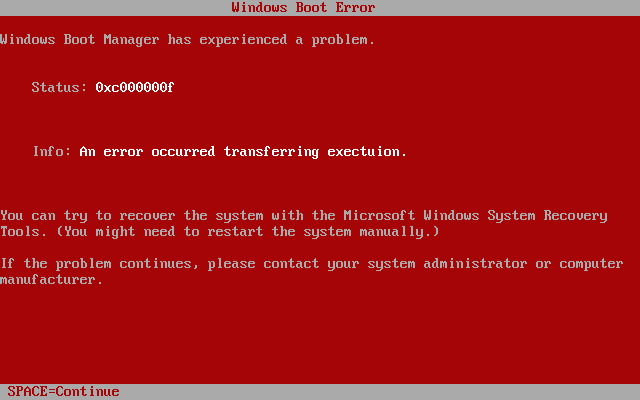
出現於Windows Vista測試版的紅色當機畫面(RSOD)

早期Longhorn的开发只是一些对Windows XP的改进和更新，而微软对此也保持缄默，当时公司主要集中精力于Windows XP的销售和Windows Server 2003的开发（后于2003年4月发布）。其中间歇性的有一些内部测试版被泄露到BitTorrent等文件共享网络以及一些新闻组，而人们对Longhorn系统的早期信息亦来源于这些内部测试版。内部测试版的系统桌面右下角都会呈现一个测试版本号，例如：“Longhorn Build 3663.Lab06_N.020728-1728”。Build后面四位数越大并不代表着拥有越新的特性，只是阶段性的代码稳定版标志。

### Milestone 2
Build 3663（020728）是首个已知的内部测试版，為Windows Server 2003 RC1的分支，並採用XP風格的GUI介面（RC1也是3663）。相比XP的改进仅仅是Windows徽標在開始功能表按鈕顯示為全白色，以及我的電腦的磁碟區列表顯示剩餘空間條。歡迎畫面也改成銀白色，右上方加入日期與時間。
Build 3670（020819）提供的改进也较少，仅仅是可以在资源管理器当中直接访问设备管理器。

### Milestone 3
Build 3683（020923）于当年10月20日泄露，是首个泄露到网络上的内部测试版。这个测试版的版本信息显示为“Longhorn XP Professional”表明和Windows XP没有明显差异。這版本是內置“Plex”主題的首個版本，Windows 侧边栏也首次出现，包括一个时钟、图片幻灯等工具，用户还可以把开始菜单移到侧边栏上，从而让传统的任务栏消失。另外，早期版本的WinFS也被包括进来，不过仅仅是一小部分展示于用户界面上，这样WinFS对于早期测试者而言只不过是一个消耗大量内存和CPU使用率的一个系统服务罢了。“显示属性”的界面在3683版本中采用了“Avalon”的Windows API。
Build 3706（021029）首次整合了桌面視窗管理員（DWM），Internet Explorer的版本号亦升级为6.05，另外，这个测试版直到2006年5月22日才泄露到网络上。
Build 3718（021119）直到2004年4月30日才泄露。该版本依然包含了DWM，以及一些透明、过渡视觉效果。窗口最小化到任务栏时会有翻动动画效果。

## 2003年至2004年中：新技术

### Milestone 4
经历了几个月的相对沉寂之后，Longhorn Build 4008（030219）于2003年2月28日出现在网络上，并且同时秘密发放给一批选定的开发人员。这个测试版本比起前任包含了许多小的改进，包含一个修改过的蓝色Plex主题界面，一个全新简化的Windows图形化系统安装界面，安装时间仅为相同硬件条件下Windows XP的三分之一。一个可选的“新任务栏”也被包含进来，比前任版本小巧，并且可以以不同方式显示时间。
Build 4008最值得注意的视觉和功能差异在于资源管理器当中。除了界面被统一为蓝色之外，Windows XP中的垂直任务窗格被4008中的水平任务窗格替代，位于工具栏的下方。一个全新的搜索界面替代了原有的搜索动画角色。用户可以直接调整图标大小并实时预览，而不仅仅是设置为预览大图标、小图标等。文件元数据也变得更加可视化且更容易编辑。另外资源管理器开始基于.NET构造。

### Milestone 5
Build 4015（030328）在2003年4月28日泄露，一些微软正在开发中的新特性被包含其中，包括家长控制，开始菜单Windows徽标被放大并且更靠近左下角，更灵活的侧边栏定制性（可移到屏幕底部），“库”概念（即虚拟文件夹）。微软原先想用虚拟文件夹来代替特定的文件夹（比如我的文档，我的音乐等），不过这种改进过于激进，而最终于2005年年中Beta 1测试版中被弃用，不过后来在Windows 7中整合了虚拟文件夹。此外，系统新增了一个下载管理器文件夹，似乎暗示IE将采用Mozilla风格的下载管理器，不过这个管理器最终并没有出现。Outlook Express的后台数据库也开始基于WinFS，不过WinFS仍然有过度占用系统资源的问题，这使得测试人员常常完全关闭WinFS，尽管这会让Outlook Express无法工作。
另外，Build 4015的资源管理器和侧边栏有严重的内存泄漏问题，难以使用，必须采用第三方工具来解决。
2003年5月的Windows 硬件工程研讨会上，微软首次向公众展示了这个全新的桌面窗口管理器，这次演示基于修改过的，从未释出的4015测试版。微软还重申Longhorn将于2005年初上市。
Build 4028（030601）是首个已知的服务器内部测试版，基于Windows Server 2003 RC 1，未有明显变化。
Build 4029（030619）于同年9月23日泄露，新增了鼠标悬停时的图片和视频预览功能，性能比4015版有些许提升，但内存泄漏问题并未完全解决。此外，系统新增了图片批量处理功能，用户可以批量旋转图片。
Build 4029的系统中有不少地方都写着“onghornLay rofessionalPay”，即儿童黑话的“Longhorn Professional”，有人怀疑这是伪造的，微软解释说这仅仅是用来测试一些新代码，用于定位和减少系统代码中“onghornLay rofessionalPay”定义的那些位置。

### Milestone 6
Build 4033（030717）和4029版本很相近，只是做了一些界面改进。
Build 4039（030827）早在8月22日就泄露出来，包含了一个名为“Phodeo”的3D效果，以及Aero Glass效果。
Build 4042（030909）开始采用Slate主题代替Plex主题，界面由偏蓝色变为偏黑色，不过4039版本中的Aero Glass被继承下来，这也是最后一个采用Plex主题界面的测试版(僅Build 4042 Main)。。
Build 4051（031001）是2003年专业开发者大会（Professional Developers Conference，PDC）的微软官方演示版本。这个版本并未发布给公众，但却在10月20日泄露。该版本中，开始菜单上的一些项目被改名，“My”被去除，同时又新增了一些项目，比如共享文件、共享照片和视频。IE升级到6.05，新增了一个下载管理器，弹窗阻拦功能，加载项管理器，浏览历史清理工具。除了下载管理器被弃用以外，其它三项都在Windows XP Service Pack 2的IE 6中得到保留。
另外，4051版本的开始菜单按钮中首次不带有“Start”的字样（默认开启主题时）。
Build 4053（031022）于2004年3月22日泄露，只有一些小改进。
Build 4066（040226）尽管只是一个服务器测试版，但集成了不少只有客户端版本才有的功能。Phodeo和侧边栏都得到了升级，采用了Jade主题。这个版本直到2008年12月20日才泄露。

### Milestone 7
Build 4074（040425），作为2004年Windows硬件工程师研讨会上的官方演示版本，于5月泄露出。该版本又更换了一个新的Jade主题界面，并且提供了一套新的系统图标，以及全新的Segoe UI系统字体。
随后的5月，微软改变了计划，欲将饱受分析家、安全专家和研究人员诟病的下一代安全计算基础整合进Longhorn当中，由于后来企业客户和开发人员也对下一代安全计算基础持否定态度，微软退缩并将其无限期搁置，最终只有BitLocker功能保留下来。
Build 4083（040516）于同年11月10日泄露，该版本中，侧边栏和WinFS都被移除。该版本稳定性欠佳。
Build 4093（040819）重新开发之前的最后一个测试版，新增了基于Avalon的Windows Movie Maker，并再次包含了侧边栏和WinFS。该版本稳定性依然欠佳。

## 2004年中至2005年中：重新啟動开发进程

### 開發背景
到2003年年底，微软的Windows开发团队明显迷失了方向，他们搞不清还需要做什么工作来完成产品开发并发布上市。而微软内部员工也表示Longhorn开发计划已经像是“另一个Cairo”（1990年代中期计划开发用来融合Windows 95和Windows NT的产品，最终未完成）。
2005年9月23日华尔街日报的头版登载了吉姆·阿尔钦的文章，文中吉姆·阿尔钦解释说，由于开发人员将各种功能特性随意的整合到系统内核当中，而对最终产品缺乏一个明确的目标，Longhorn的开发已经“彻底玩完”。
2003年12月，阿尔钦招募了另外两名高级行政人员——布莱恩·瓦伦丁（Brian Valentine）和阿米特巴·斯里瓦斯塔瓦（Amitabh Srivastava），前者对于微软软件的发布有着丰富的经验，后者则长年致力于研究和开发生产高质量测试系统的方法。阿米特巴·斯里瓦斯塔瓦任用了一个核心架构师团队来明确Windows操作系统的路线图，提高系统代码的质量，以及减低系统组件之间的相互依赖性，总而言之，“别让Vista把事情弄得更糟”（not make things worse with Vista）。
由于当时微软公司中最熟练的开发人员和工程师都致力于Windows Server 2003，公司决定重新啟動Longhorn的开发进程，回歸至Build 3790的Windows XP Professional x64 Editon以及Windows Server 2003 Service Pack 1。这一计划于2004年8月26日在公司内部通报，并在9月开始落实。
重新啟動Longhorn的开发进程招致了个别开发人员，包括比尔·盖茨本人的抱怨。而重新啟動开发也导致数月内没有任何Longhorn测试版泄露到网络上。

### 開發版本
Build 3790.1232（040819）2011年8月4日洩漏，為了重新開發，在原3790的基礎上新增的版本（EULA上標示著"Longhorn"）。擁有Windows XP Professional x64 Editon介面以及Windows Server 2003 Service Pack 1 RC程式碼。是重新開發後的首個已知的內部測試版。有必須啟用Windows否則無法登入的"0天啟用BUG"
Build 5000（040826）在2020年1月23日洩漏，是3790.1232之後的洩漏版本。相比於4093，重新開發後的介面完全回歸至正式版Windows XP Professional。在winver介面上，LOGO的"xp"字樣被改成了"lh"（意即Longhorn中的兩字母開頭）。
Build 5001（040927）在2020年1月23日洩漏，僅Bliss桌布多了一隻長角牛。與5000基本一致。
Build 5048（050401）被微软描述为“Longhorn开发者预览版”（Longhorn Developer Preview），在2005年的WinHEC大会上展出。微软并没有将其发布给公众，但这个版本很快又泄露到网络上。5048版本首次采用了Windows Aero主题界面，桌面視窗管理員包含但默认不启用。Windows XP的歡迎畫面被關閉，預設使用與Windows Server 2003相同的傳統登入視窗。盖茨声称，原来仅提供给Longhorn的WinFX应用程序接口已将向下兼容Windows XP和Windows Server 2003，而Longhorn的最终用户界面还要很长一段时间才能面市。
5048测试版比起前面的几个测试版更接近Windows XP，知名的Windows IT Pro杂志编辑保罗·杜罗特（Paul Thurrott）对此深感震惊，他不认可5048测试版，认为这是一个倒退。
Build 5060（050417）去除了傳統登入視窗，拥有了一个新的歡迎界面，除此之外和5048版本没有什么两样。
Build 5063（050511）在2016年7月25日洩漏圖片至網路上，與5048相比，其中工作列樣式以及使用者介面在此版本更換，新設計的Aero也同時亮相，預設桌布也重新更換，桌面Icon預設放大，檔案總管以及開始選單也重新設計。
Build 5098（050628）是命名Longhorn的最後一個測試版，也是為了Beta 1準備。

## 2005年中至2006年11月：Windows Vista
2005年7月初，微软必须要给Longhorn起一个更有趣的名字，就如同其前任的Windows Me和Windows XP一样。经过多番筛选，定名为“Vista”，微软解释为，这个新系统是“功能、Windows价值和用户体验的完美融合”。开发团队项目经理格雷格·苏利文（Greg Sullivan）告诉保罗·杜罗特：“你想让PC适应你，并帮助你摆脱凌乱，这就是Vista所阐释的：‘为您的世界带来清晰’（bringing clarity to your world）。”吉姆·阿尔钦也对这个新名字表示赞赏，他说，Vista为这个新系统的功能勾勒了一幅美丽的图景，能够最大限度的激发人们的想象力，点燃用户的激情
。

### Beta 1
Vista Beta 1（Build 5112，050720）于2005年7月27日释出。这是Longhorn被命名为Vista后的第一个测试版，该版本被发放给MSDN和Technet订户，以及一些指定的微软测试人员。这个版本和5048比起来，引进了一个新的图形界面，Windows外壳得到了大幅度的修改，虚拟文件夹、新的搜索界面、高清图标和大幅修改的资源管理器（以前版本的工具栏图标以及Windows XP主題都被移除）均被整合进来。另外，Beta 1还包含了一些预定给Vista的一些潜在功能，包括家长控制、新的网络和音频堆栈、和.NET Framework 3.0构架，不过仍被称作WinFX。

### 社区技术预览版
Build 5212（050726）在2016年12月19日洩漏，與5112沒有明顯差別，不過此版本包含了Windows侧边栏。另外同個版本號但只有圖片洩漏的"vbl_ux_dev_checkin"分支（050808）已經出現Vista風格的開始按鈕。
Build 5219（050830）开始，微软定期发放社区技术预览版给测试人员。5219版本又称为CTP1或CTP9月版，于9月13日PDC大会时发放给出席者和MSDN订户。这是首个公开的旗舰版（Ultimate Edition）的测试版，整合了Super Fetch功能，尽管默认为不启用，Windows侧边栏自开发重新啟動之后被移除，这次又重新出现，并且整合了桌面小工具，而侧边栏和桌面小工具同为微软小工具的一部分。微软还表示，将提供额外的小工具给用户下载使用。另外，这个版本内建了一个新的媒体中心，开发代号为“Diamond”。
尽管微软声称WinFS不会出现在Vista当中，但用户们还是注意到了5219版本实际上包含了WinFS，一些Windows“流言”网站和新闻组（比如杜罗特的SuperSite for Windows）则推测WinFS应该会和Vista一起上市。
Build 5231（051004）又称作CTP2或CTP10月版，于10月17日释出给MSDN订户和测试人员，新增了Windows Media Player 11。不过保罗·杜罗特对此版本中的媒体中心感到厌恶。
Build 5259（051117）于11月22日释出给“微软技术采纳计划组”（Microsoft Technology Adoption Program）成员，比预定日期晚了4天， 并且由于稳定性欠佳并没有成为CTP版本。侧边栏在这个版本裡被临时移除，不过新增了允许用户修改界面颜色和清晰度的功能。Windows Anti-Spyware（即后来的Windows Defender）被整合进来，Windows Mail（Outlook Express的后续版本）也得到了升级，Aero介面也得到了修改，開始菜單也重新設計。開始按鈕和工作列從此定型。这个版本于12月7日泄露到网络上。
Build 5270（051214）即CTP12月版，于12月19日释出给MSDN订户和测试人员，离集成所有特性的版本已经很接近了。2006年1月的版本集齐了所有特性，IE 7有了新的图标，Basic的介面得到了修改。Windows Anti-Spyware重命名为Windows Defender。5270也是最后一个支持绕过WDDM驱动模式要求的版本。
Build 5308（060217）即CTP2月版，于2月22日释出，集齐了所有的特性，并且包含了升级兼容性资讯。微软声称，这个版本中还有一个新特性未有集成，将在最终版当中出现。不过，后续的测试版却集成了更多的改进。6天后释出的5308.60版本是Longhorn Server的测试版。
随后，在3月9日的英特尔开发者论坛上，微软声称他们改变原有计划，Vista将暂不支持可扩展固件接口（EFI），这样，Windows和64位平台的EFI支持直到Vista SP1和Windows Server 2008才开始被支持。
Build 5342（060321）于3月24日释出，提供给技术测试员和一些微软客户，作为一个基于CTP2月版收到的各种反馈的测试版本，5342被描述为“外部开发者工作站”（External Developer Workstation），意为提供一个介于各个CTP之间的临时过渡。这个版本包含了少许图形界面上的改进，特别是媒体中心，Aero和极光效果，此外还有更快的系统安装速度，一些新的侧边栏小工具，些许稳定性和系统性能提升，一个新的截图工具，略微重新设计的网络中心界面。
Build 5365（060419）称作“EDW四月版”，于4月21日释出。包括更多的图形用户界面元素的变化，以及使用者帳戶控制行为设置。系统同时还包含了大量的桌面壁纸和两个新的屏幕保护程序，以及自动的硬盘碎片整理功能等。不过，前面CTP版集成的游戏德州扑克，在5365版本中由于政治敏感性而被移除，微软後來为Vista旗舰版用户单独提供了该游戏的网络下载版。
Build 5381（060501）作为Beta 2预览版，于5月3日泄露，并于3日后释出给微软技术测试人员。这个版本除了新增了一些性能调整工具之外，和5365版本并无大异。

### Beta 2
Vista Beta 2（Build 5384，060518）于5月23日提供给MSDN订户和微软Connect测试人员，盖茨亦在当年的WinHEC大会上对Vista Beta 2发表主题演讲。6月6日，Beta 2面向所有用户发布，用户可以通过微软网站免费下载多国语言版。一些技术站点将此次下载形容为“软件史上最大规模的下载”。
6月，微软又对Vista的开发计划做出两个重要修改：其一，XML纸张规范（XPS）将被Vista和Microsoft Office 2007所支持，这引发了和Adobe之间的争议，实际上早在2005年5月XPS面市时，就被称作是“PDF杀手”，不过当时Adobe却表示这不会带来任何威胁，而一年以后，Adobe改变了态度，声称微软此举是在反对自由竞争，而微软拒绝将XPS功能移除，并指出这是Vista打印队列系统核心的一部分。其二，PC和PC之间的同步功能将不会随Vista最终版发布。
6月14日，一位名叫菲利普·苏（Philip Su）的微软开发人员在自己的博客上批评了Vista的开发过程，他认为系统代码太过复杂，使得开发进度大幅减慢。同时他还指出，Vista的代码已经到达5000万行，有2000名开发人员正在进行开发。

### Pre-RC1
Build 5456（060620）于6月24日释出，包含一个翻新过的Aero子系统界面，一个经过大幅修改，变得不那么显眼的用户账户控制界面。资源管理器中的“列表视图”自从Beta 1中被移除之后再度出现。微软开发人员本·贝茨（Ben Betz）在博客中解释说，移除列表视图将使得资源管理器的“分组”新特性无法被支持。
此外，该版本修正了此前测试版中遇到的时区Bug问题，而区域设定和输入法问题也得到解决。Windows Aero界面元素上增加了新的鼠标指针主题，这个鼠标指针的边缘首次带有反锯齿功能，剩余的XP风格的图标都被替换为Vista的图标，全新安装系统所占用的磁盘空间也显著减少。
Build 5466（060627）圖片在2006年7月11日洩漏，連結在2016年12月19日洩漏，與5456相比更換了新的“Basic”主题。
Build 5472（060713）于7月17日释出，这个版本除了修复了大量的Bug和进行了本地化改进之外，网络中心界面也得到大幅修正，将更多的信息集中到一起，用户设定网络连接所需步骤也得到减少。系统还包含了更多的桌面壁纸和图标，Flip 3D也有了布局调整工具。5472比起Beta 2有着性能上的显著提升，系统运行速度可以和XP相媲美甚至快过XP。
7月27日，在微软财政分析会议上，Vista的语音识别功能得到演示，不过表现却差强人意，把“亲爱的妈妈”识别成“亲爱的姨妈”，屡次修正无效后，语句变得完全不通顺。语音识别功能的一名开发人员稍后解释说5472版本存在一个Bug，使得麦克风的音量增益级别被设定为极高，造成最终识别结果大相径庭。
8月8日，微软安全响应中心为Beta 2提供了关键的安全补丁，Vista在还未正式发布的时候就开始安装补丁，这在微软产品中尚属首例。
Build 5536 （060821）于8月24日释出，并于8月29日至8月31日之间提供给第一批10万名用户下载。该版本和Windows Live在线服务紧密结合，并在欢迎中心提供图标链接。系统的Aero玻璃效果中稍微增加了偏蓝色调，系统运行速度大为提升，许多Bug也得到修正。

### RC1
Release Candidate 1（Build 5600.16384，060829）于9月1日释出给指定的测试人员，9月6日发放给MSDN和Technet订户，以及拥有Beta 2 ID的客户预览计划组成员（Customer Preview Program，CPP），9月14日CPP又接纳了一批新成员，直至11月26日CPP停止运作。
RC1的发布在各技术新闻网站上引起了各种评论和分析。Ars Technica公司的肯·费舍尔（Ken Fisher）撰文称RC1的性能比Beta 2提升明显，高配置计算机安装RC1，性能可能更胜XP；不过他也批评了侧边栏和用户账户控制。CRN的评论则列举了RC1的5大改进：安装速度；驱动支持；性能改进；安全性和多媒体性能。同时也有人批评了Vista的用户界面，比如克里斯·皮利奥（Chris Pirillo），他认为Vista的界面零乱不堪。

### Pre-RC2
Build 5700（060810）作为RTM分支的第一个测试版，于2006年举办于澳大利亚的微软技术教育大会上亮相。这个版本比Pre-RC1的5472版本运行速度更快。不过在这里，更高的Build编号不代表版本更新，Pre-RC2是为RTM做准备。
Build 5728（060917）于9月22日释出给技术测试参与人员。次日，发放给公众32位版本，25日又发放64位版本。10月1日起，微软不再向公众发布测试版。基于RC1的各种反馈，5728版本相应的做出了许多改进，比如Vista声音选项那里多了一个复选框，用户可以禁用系统启动声音。欢迎中心界面中的单一图标连接多个子界面的旧方式被多个新图标连接各个单独子界面的新方式所替代。用户文件夹中的所有旧图标都被更换为新图标。此外，这个版本的全新安装仅需15分钟左右，但在XP上升级仍然缓慢，有时需要一个多小时。

### RC2
Release Candidate 2（Build 5744.16384，061003）于10月6日释出给CPP成员、技术采纳计划组TAP成员、MSDN和Technet订户、以及其他技术测试人员，并提供给公众下载直至10月9日。根据比较激进的开发时间表，RC2将是最后一个发布给公众的测试版本，不过之前所有的测试版密钥可一直使用直至RTM版发布为止。许多测试人员都表示RC2比5728版本速度更快，稳定性更好。但是，RC2只是一个常规的临时性版本，因此并没有像RC1那样受到严格测试，而RC1可能在某些情况下更加稳定。RC2解决了很多以前版本中存在的兼容性问题，图形界面又作修改，用户可以调整最大化窗口的颜色，但不能调整其透明度。此外，控制面板裡增加了Windows侧边栏播放幻灯片的一个选项。

### Pre-RTM
开发Pre-RTM的意义在于，在正式发布产品之前消除系统中那些干扰性的Bug和令用户感到不快的元素。因此，该测试版不会增加任何新功能，而只是进行一些排错工作。在此之前，尽管RC2的Bug数量已经从9月的2470多个降到10月初的1400多个，但微软内部要求在RTM之前，Bug数量须控制到500个甚至以下。而Pre-RTM亦只有32位版本。
Build 5808（061012）于10月19日释出给TAP测试人员，Build编号越过5800意味着产品开发进入RTM阶段。
Build 5824（061017）释出给大批内部测试人员，微软希望这个版本可以成为最终的RTM。但这个版本从XP升级时遇到了一个灾难性的Bug，只有全新安装才不会遇到此问题。
Build 5840（061018）依然只提供给内部测试人员，消除了5824的Bug。系统图标和默认壁纸在此版本定型。

### RTM
Release to Manufacturing （Build 6000.16386，061101）是提供给客户的最终Vista版本。微软于11月8日宣称RTM版完成，意味着Vista历时超过5年的开发到此正式完成。11月16日，微软将RTM提供给MSDN和Technet订户。11月30日，Vista商用高级版全球同步发布大量授权版本，提供给中小企业用户。2007年1月30日，其余各版本，包括家庭普通版、家庭高级版、商用入门版、旗舰版正式开始销售。

## 服務包

### Service Pack 1
Service Pack 1 Beta于2007年9月24日完成，只提供给Microsoft Connect测试人员，这个版本通过Windows Update提供，测试人员利用当中的注册密钥安装，不过这个密钥随后便泄露出去，最终被微软禁用。安装了SP1 Beta之后，版本号跃升至6001.16659.070916-1443。这个版本移除了客户端系统当中的组策略管理，用稍后发布的一个下载版代替。同时还不可逆的移除了开始菜单上的搜索按钮。另外，SP1 Beta和惠普智能触摸程序产生冲突，系统休眠唤醒时也会产生Bug，在一些带有“可信赖平台模组”（TPM）功能的64位PC上安装可能导致无法启动完成。不过SP1 Beta还是带来了一些性能上的提升。
Service Pack 1 Release Candidate Preview于11月12日提供给Microsoft Connect测试人员。安装之后版本号跃升至6001.17042.071107.1618，版本中的变化细节并未公开。
Service Pack 1 Release Candidate于12月4日提供给Microsoft Connect测试人员，数周之后又提供给MSDN和Technet订户，然后又提供给公众下载，作为SP1的公众预览版。安装之后版本号跃升至6001.17052.071129.2315。
Service Pack 1 Release Candidate Refresh于2008年1月9日提供给Microsoft Connect测试人员，1月11日提供给公众下载，安装之后版本号跃升至6001.17128.080101.1935。
Service Pack 1 Release Candidate Refresh 2于1月24日提供给Microsoft Connect测试人员，安装之后版本号跃升至6001.18000，版本中的变化细节并未公开。
Service Pack 1于2月4日正式RTM，又于3月18日提供给公众直接下载，或通过Windows Update直接升级。SP1 RTM和SP1 RC Refresh 2采用相同的代码，安装SP1 RTM后版本全写为6001.longhorn_rtm.080118-1840。
6月24日，微软又发布了SP1的修正版（Build 6001.18063），集成了KB952709可靠性和性能补丁。此修正版的意义在于去除SP1中的longhorn版本号错误字样，安装之后，版本全写为6001.vistasp1_gdr.080425-1930。

### Service Pack 2
微软发布SP1之后就着手进行SP2的开发。由于Windows Server 2008和Vista SP1使用相同的代码库，Vista SP2既可用于Vista，也可用于2008，这在微软操作系统史上尚属首例。
Service Pack 2 Pre-Beta（Build 6002.16489.lh_sp2beta.080924-1740，Version 105）于2008年10月释出。
Service Pack 2 Beta（Build 6002.16497.081017-1605，Version 113）于12月4日释出并提供给公众下载。
Service Pack 2 RC（Build 6002.16670.090130-1715，Version 286）于2009年2月释出。
Service Pack 2 RTM（Build 6002.18005.090410-1830）于4月28日完成，5月26日起开始提供用户通过Windows Update升级。

## 錯誤的系統音效[65]
longhorn的假音效從未包含在任何官方版本中，實際上這些聲音來自2003年三星為Windows XP製作的主題,這組系統音效可以在安裝完Samsung Theme後在C:\Windows\Media找到。正確的longhorn系統音效是Windows XP的音效，其中一些在組建5466和5840.16384之間與Vista聲音混合使用。
所謂的Windows Vista Beta 1啟動聲音實際上是組件5308.6及更高版本的語音辨識教程聲音。同樣，對最終啟動聲音另有一種解釋，有時被標記為Windows Vista Beta 2啟動聲音，實際上是Vista Beta 2教學影片中使用的叮噹聲。WELCOMESEQUENCE.WAV